# شيتلا
شيتلا (بالإنجليزية: Sheetala)‏، و(بالسنسكريتية: शीतला)‏، هي إلهة هندوسية يجري تكريمها بشكل أساسي في شمال الهند. تعتبر تجسيدًا للإلهة بارفاتي. يُعتقد أنها تعالج الجدري والقروح والغول والبثور والأمراض، وأكثر ارتباطها بمرض الجدري. تُعبد شيتلا يوم الثلاثاء سابتامي وأشتامي (اليوم السابع والثامن من الشهر الهندوسي)، خاصة بعد مهرجان هولي خلال شهر شيترا.